# Bernd Gröne
Bernd Gröne (Recklinghausen, 19 de fevereiro de 1963) é um ex-ciclista alemão que representou a Alemanha Ocidental em duas edições dos Jogos Olímpicos (1984 e 1988), ganhando a medalha de prata em 1988, no individual. Foi ciclista profissional de 1989 a 1995. Ele foi o vencedor do Campeonato da Alemanha de Ciclismo em Estrada de 1993.